# Fernando Castro (calciatore 1997)
Fernando Augusto de Castro Ribeiro, noto semplicemente come Fernando Castro (Orlândia, 30 marzo 1997), è un calciatore brasiliano, portiere svincolato.

## Carriera
Cresciuto nel settore giovanile del Bahia, debutta in prima squadra il 2 settembre 2018 in occasione dell'incontro di Série A perso 2-0 contro l'Athl. Paranaense.
Nel 2020 si trasferisce in Portogallo all'Arouca.

## Statistiche

### Presenze e reti nei club
Statistiche aggiornate al 31 luglio 2021.
| Stagione        | Squadra         | Campionato      | Campionato | Campionato | Coppe nazionali | Coppe nazionali | Coppe nazionali | Coppe continentali | Coppe continentali | Coppe continentali | Altre coppe | Altre coppe | Altre coppe | Totale | Totale |
| Stagione        | Squadra         | Comp            | Pres       | Reti       | Comp            | Pres            | Reti            | Comp               | Pres               | Reti               | Comp        | Pres        | Reti        | Pres   | Reti   |
| --------------- | --------------- | --------------- | ---------- | ---------- | --------------- | --------------- | --------------- | ------------------ | ------------------ | ------------------ | ----------- | ----------- | ----------- | ------ | ------ |
| 2018            | Bahia           | PD/BA+A         | 0+2        | 0          | CB              | 0               | 0               | CS                 | 0                  | 0                  | CdN         | 0           | 0           | 2      | 0      |
| 2019            | Bahia           | PD/BA+A         | 2+0        | 0          | CB              | 0               | 0               | CS                 | 0                  | 0                  | CdN         | 0           | 0           | 2      | 0      |
| 2020            | Bahia           | PD/BA+A         | 4+0        | 0          | CB              | 0               | 0               |                    | -                  | -                  | CdN         | 0           | 0           | 4      | 0      |
| 2020-2021       | Arouca          | LdH             | 6          | 0          | CP              | 1               | 0               |                    | -                  | -                  |             | -           | -           | 7      | 0      |
| 2021-2022       | Arouca          | PL              | 4          | 0          | CP+CdL          | 0               | 0               |                    | -                  | -                  |             | -           | -           | 4      | 0      |
| Totale carriera | Totale carriera | Totale carriera | 18         | 0          |                 | 1               | 0               |                    | 0                  | 0                  |             | 0           | 0           | 19     | 0      |

## Palmarès

### Club

#### Competizioni statali
- Campionato Baiano: 3

Bahia: 2018, 2019, 2020